# Un-Uomo-fra-gli-uomini
Un-Uomo-fra-gli-uomini è una fiaba popolare appartenente alla cultura Hausa, diffusa nell'Africa occidentale e che ha una significativa presenza in nazioni come la Nigeria, il Sudan, il Camerun, il Ghana, la Costa d'Avorio e il Ciad.

## Trama
I due protagonisti sono due particolari esseri, uno chiamato il "Gigante della foresta" e l'altro definito "Un-Uomo-fra-gli-uomini" più un terzo incomodo che sarà a lungo inseguito dal secondo superuomo e che sarà la causa scatenante del litigio fra i due esseri che combatteranno a lungo ed il segno della loro lotta è rappresentato dal tuono che si diffonde nel cielo. 

Il racconto termina con l'ammonimento a non vantarsi, né per il potere e nemmeno per la ricchezza poiché c'è sempre al mondo qualcuno migliore del borioso.